# Spiazzo
Spiazzo est une commune italienne d'environ 1 300 habitants située dans la province autonome de Trente dans la région du Trentin-Haut-Adige dans le nord-est de l'Italie.

## Géographie
Spiazzo est situé dans le val Rendena et son territoire est traversé par la rivière Sarca entre le massif de l'Adamello-Presanella à l'ouest et le massif de Brenta à l'est.

## Administration
| Période                                  | Période | Identité | Étiquette | Qualité |
| ---------------------------------------- | ------- | -------- | --------- | ------- |
|                                          |         |          |           |         |
| Les données manquantes sont à compléter. |         |          |           |         |

### Communes limitrophes
Les communes limitrophes sont  Bocenago, Caderzone, Giustino, Massimeno, Pelugo, Ponte di Legno, Saviore dell'Adamello, Strembo, Tre Ville, Valdaone et Vermiglio.